# Coupe d'Irlande de football 1952-1953
Navigation
Édition précédente Édition suivante
La Coupe d'Irlande de football 1952-1953, en anglais The Football Association of Ireland Challenge Cup, est la 32e édition de la Coupe d'Irlande de football organisée par la Fédération d'Irlande de football. La compétition commence le 8 février 1953, pour se terminer le 29 avril 1953. Le Cork Athletic qui dispute sa quatrième finale consécutive remporte la compétition en battant en finale l'Evergreen United Football Club.

## Organisation
La compétition rassemble seize clubs. Ils évoluent dans le championnat d'Irlande ou en Leinster League.
En cas de match nul, le match est rejoué.

## Compétition

### Premier tour
Les matchs se déroulent les 8, 14 et 15 février 1953. Les matchs d'appui, particulièrement nombreux cette saison ont lieu entre les 15 et 26 février 1953.
| Club recevant             | Score | Club visiteur             | Date            |
| ------------------------- | ----- | ------------------------- | --------------- |
| AOH                       | 2-2   | Longford Town             | 8 février 1953  |
| Drumcondra FC             | 0-1   | Cork Athletic             | 14 février 1953 |
| Jacob's                   | 3-1   | Transport FC              | 14 février      |
| Bohemian FC               | 2-2   | Limerick Football Club    | 15 février      |
| Dundalk FC                | 3-3   | Waterford United          | 15 février      |
| Evergreen United FC       | 1-1   | Shamrock Rovers           | 15 février      |
| St. Patrick's Athletic FC | 1-1   | Shelbourne FC             | 15 février      |
| Sligo Rovers              | 3-3   | UCD                       | 15 février      |
|                           |       |                           |                 |
| Longford Town             | 3-0   | AOH                       | 15 février 1953 |
| UCD                       | 2-3   | Sligo Rovers              | 18 février      |
| Shelbourne FC             | 1-3   | St. Patrick's Athletic FC | 19 février      |
| Limerick Football Club    | 3-0   | Bohemian FC               | 19 février      |
| Waterford United          | 2-2   | Dundalk FC                | 19 février      |
| Shamrock Rovers           | 2-4   | Evergreen United FC       | 25 février      |
|                           |       |                           |                 |
| Waterford United          | 2-1   | Dundalk FC                | 26 février      |

### Deuxième tour
Les matchs se déroulent le 8 mars 1953. Les matchs d'appui ont lieu entre les 11 et 19 mars 1953.
| Club recevant             | Score | Club visiteur             | Date            |
| ------------------------- | ----- | ------------------------- | --------------- |
| Evergreen United FC       | 1-1   | Jacob's                   | 8 mars 1953     |
| Limerick Football Club    | 1-1   | Longford Town             | 8 mars          |
| St. Patrick's Athletic FC | 0-0   | Sligo Rovers              | 8 mars          |
| Waterford United          | 2-3   | Cork Athletic             | 14 février 1953 |
|                           |       |                           |                 |
| Jacob's                   | 0-1   | Evergreen United FC       | 11 mars 1953    |
| Sligo Rovers              | 0-1   | St. Patrick's Athletic FC | 11 mars         |
| Longford Town             | 1-1   | Limerick Football Club    | 12 mars         |
|                           |       |                           |                 |
| Limerick Football Club    | 0-0   | Longford Town             | 18 mars         |
|                           |       |                           |                 |
| Limerick Football Club    | 2-1   | Longford Town             | 19 mars         |

### Demi-finales
Les matchs se déroulent les 28 mars 1953 et 29 mars 1953. Ils se déroulent à Dalymount Park à Dublin. 
| Première demi-finale | Cork Athletic | 2-1 | Limerick Football Club | Dalymount Park, Dublin |  |
| 28 mars 1953         | Lennox        |     | Collopy                |                        |  |

| Deuxième demi-finale | Evergreen United FC | 1-0 | St. Patrick's Athletic FC | Dalymount Park, Dublin |  |
| 29 mars 1953         | O'Neill             |     |                           |                        |  |

## Finale
La finale se déroule le 26 avril 1953 à Dalymount Park à Dublin. Le match se terminant par un match nul, la finale est rejouée trois jours plus tard dans le même stade. 
Pour la quatrième année consécutive le Cork Athletic est en finale de la Coupe d'Irlande. Son adversaire du jour est le Evergreen United Football Club. La rencontre oppose donc deux clubs de Cork. Malgré cette opposition particulière, la fédération irlandaise décide de maintenir la finale, puis le match d'appui à Dublin. Ce chois s'avère une faillite au regard des assistances. La finale puis le match d'appui se disputent devant 17 396 puis 5 940 ce qui est alors parmi les plus faibles assistances pour des finales de coupe.
Cork Athletic se présente dans cette Coupe d'Irlande avec la volonté de remporter la compétition une nouvelle fois. Pour ce faire le club engage une star du football anglais pour une pige de quelques mois, l'international Raich Carter. Profitant d'une dispute entre Carter et son club Hull City, les dirigeants de Cork proposent 50 £ par match plus 20£ de frais pour jouer et entraîner l'équipe en Coupe d'Irlande. Cette proposition est très importante puisque les gages de Carter s'élèvent alors à 20£ par rencontre. Carter arrive donc à Cork en janvier 1953. Il est alors âgé de trente neuf ans.
Raich Carter marque lors de tous les matchs sauf en demi-finale.
| Finale        | Cork Athletic Football Club | 2-2     | Evergreen United Football Club | Dalymount Park, Dublin                                 |                                                        |
| 26 avril 1952 | Carter 37e · D. Noonan 86e |         | Venner 55e · O'Neill 69e | Spectateurs : 17 396 Arbitrage : A. E. Ellis (Halifax) | Spectateurs : 17 396 Arbitrage : A. E. Ellis (Halifax) |
| 26 avril 1952 | Ned Courtney ; Paddy Noonan, Seanie McCarthy, Dave Noonan, John Moloney, Paddy O'Callaghan, Georgie McGrath, Johnny Vaughan, Murty Broderick, Paddy O'Leary, Raich Carter, Willie Cotter. | Équipes | Derry Barrett ; Peter Doolin, Mick Taylor, Seamus Madden, Florrie Burke, Jerry Lynch, Willie Moloney, Eddie Doran, Sean McCarthy, Liam O'Neill, Billy Venner. | Spectateurs : 17 396 Arbitrage : A. E. Ellis (Halifax) | Spectateurs : 17 396 Arbitrage : A. E. Ellis (Halifax) |

| Finale, match d'appui | Cork Athletic Football Club | 2-1     | Evergreen United Football Club | Dalymount Park, Dublin                                |                                                       |
| 29 avril 1952         | Lennox 17e · Carter 54e |         | O'Neill 74e | Spectateurs : 5 940 Arbitrage : A. E. Ellis (Halifax) | Spectateurs : 5 940 Arbitrage : A. E. Ellis (Halifax) |
| 29 avril 1952         | Ned Courtney ; Paddy Noonan, Seanie McCarthy, Dave Noonan, John Moloney, John Coughlan, Georgie McGrath, Johnny Vaughan, Murty Broderick, Paddy O'Leary, Raich Carter, Jackie Lennox. | Équipes | Derry Barrett ; Peter Doolin, Nicky Hayes, Seamus Madden, Florrie Burke, Jerry Lynch, Willie Moloney, Eddie Doran, Sean McCarthy, Liam O'Neill, Billy Venner. | Spectateurs : 5 940 Arbitrage : A. E. Ellis (Halifax) | Spectateurs : 5 940 Arbitrage : A. E. Ellis (Halifax) |